# Аделина земља
Аделина земља (фр. Terre Adélie) је сектор територије Антарктика, који се налази између отприлике 67° јужне географксе ширине и јужног пола, односно између 136° 11’ и 142° 02’ источне географке дужине. Површина ове територије је 432 000 km².
Аделина земља је део Француских јужних и антарктичких земаља. У њој се налазе две француске истраживачке станице. Француски суверенитет над овом територијом није признат у међународним уговорима о Антарктику.

## Историја
До ове територије је први допловио француски истраживач Жил Димон д'Ирвил, 20. јануара 1840. Назвао ју је по својој супрузи, Аделина земља.

## Клима
Клима у Аделиној земљи се одликује веома ниским температурама и суровим ветровима.
Срдење температуре на обали мора су од -1 до + 7 °C лети (јануар, фебруар), а од - 15 до - 20 °C зими (јул, август).

## Животињски свет
- Царски пингвин
- Аделин пингвин
- Птица из породице Бурница
- Антарктички Весник буре
- Птица Поморник
- Веделова фока
- Морски леопард
- Кит Орка